# Bobby Smith (1933–2010)
Robert Alfred Smith (ur. 22 lutego 1933 w Lingdale, zm. 18 września 2010 w Enfield) – angielski piłkarz występujący podczas kariery na pozycji napastnika.

## Kariera klubowa
Bobby Smith piłkarską karierę rozpoczął w stołecznej Chelsea w 1950. Z Niebieskimi zdobył mistrzostwo Anglii w 1955. W trakcie sezonu 1955/1956 przeszedł do lokalnego rywala Chelsea – Tottenham Hotspur. Z Kogutami zdobył mistrzostwo Anglii w 1961, dwukrotnie Puchar Anglii w 1961, 1962 oraz dwukrotnie Tarczę Dobroczynności w 1961 i 1962. Indywidualnie Smith z 36 bramkami na koncie był królem strzelców ligi angielskiej w 1958. Ogółem w barwach Spurs rozegrał 271 spotkań, w których zdobył 194 bramki. W 1964 przeszedł do drugoligowego Brighton & Hove Albion, z którym awansował do Division One w 1965. Karierę zakończył w amatorskim Hastings United w 1966.
| Sezon     | Klub                        | Kraj   | Rozgrywki                | Mecze | Bramki |
| --------- | --------------------------- | ------ | ------------------------ | ----- | ------ |
| 1950/1951 | Chelsea F.C.                | Anglia | Division One             | 16    | 7      |
| 1951/1952 | Chelsea F.C.                | Anglia | Division One             | 34    | 10     |
| 1952/1953 | Chelsea F.C.                | Anglia | Division One             | 7     | 1      |
| 1953/1954 | Chelsea F.C.                | Anglia | Division One             | 8     | 0      |
| 1954/1955 | Chelsea F.C.                | Anglia | Division One             | 3     | 0      |
| 1955/1956 | Chelsea F.C.                | Anglia | Division One             | 7     | 4      |
| 1955/1956 | Tottenham Hotspur F.C.      | Anglia | Division One             | 21    | 10     |
| 1956/1957 | Tottenham Hotspur F.C.      | Anglia | Division One             | 33    | 18     |
| 1957/1958 | Tottenham Hotspur F.C.      | Anglia | Division One             | 38    | 36     |
| 1958/1959 | Tottenham Hotspur F.C.      | Anglia | Division One             | 36    | 32     |
| 1959/1960 | Tottenham Hotspur F.C.      | Anglia | Division One             | 40    | 25     |
| 1960/1961 | Tottenham Hotspur F.C.      | Anglia | Division One             | 36    | 28     |
| 1961/1962 | Tottenham Hotspur F.C.      | Anglia | Division One             | 26    | 6      |
| 1962/1963 | Tottenham Hotspur F.C.      | Anglia | Division One             | 15    | 8      |
| 1963/1964 | Tottenham Hotspur F.C.      | Anglia | Division One             | 26    | 13     |
| 1964/1965 | Brighton & Hove Albion F.C. | Anglia | Division Four            | 31    | 18     |
| 1965/1966 | Hastings United F.C.        | Anglia | Southern Football League | ?     | ?      |

## Kariera reprezentacyjna
W 1958 Smith był kadrze na mistrzostwa świata w Szwecji. W reprezentacji Anglii Smith zadebiutował w 8 października 1960 w wygranym 5-2 meczu w British Home Championship z Irlandią Północną, w którym w 16 min zdobył pierwszą bramkę w meczu. Ostatni raz w reprezentacji wystąpił 20 listopada 1963 w wygranym 8-3 meczu w British Home Championship z Irlandią Północną, w którym w 46 min Smith zdobył 5 bramkę dla Anglii. Ogółem w reprezentacji rozegrał 15 spotkań, w których zdobył 13 bramek.
| Mecze i gole w reprezentacji | Mecze i gole w reprezentacji | Mecze i gole w reprezentacji | Mecze i gole w reprezentacji | Mecze i gole w reprezentacji | Mecze i gole w reprezentacji | Mecze i gole w reprezentacji |
| #                            | Data                         | Miasto                       | Przeciwnik                   | Gol                          | Wynik                        |                              |
| ---------------------------- | ---------------------------- | ---------------------------- | ---------------------------- | ---------------------------- | ---------------------------- | ---------------------------- |
| 1.                           | 08.10.1960                   | Belfast                      | Irlandia Północna            | Gol                          | 5:2                          | British Home Championship    |
| 2.                           | 09.10.1960                   | Luksemburg                   | Luksemburg                   | Gol · Gol                    | 9:0                          | el. MŚ 1962                  |
| 3.                           | 26.10.1960                   | Londyn                       | Hiszpania                    | Gol · Gol                    | 4:2                          | towarzyski                   |
| 4.                           | 23.11.1960                   | Londyn                       | Walia                        | Gol                          | 5:2                          | British Home Championship    |
| 5.                           | 15.04.1961                   | Londyn                       | Szkocja                      | Gol · Gol                    | 9:3                          | British Home Championship    |
| 6.                           | 21.05.1961                   | Lizbona                      | Portugalia                   |                              | 1:1                          | el. MŚ 1962                  |
| 7.                           | 14.04.1962                   | Glasgow                      | Szkocja                      |                              | 0:2                          | British Home Championship    |
| 8.                           | 27.02.1963                   | Paryż                        | Francja                      | Gol                          | 2:5                          | el. Euro 1964                |
| 9.                           | 06.04.1963                   | Londyn                       | Szkocja                      |                              | 1:2                          | British Home Championship    |
| 10.                          | 08.05.1963                   | Londyn                       | Brazylia                     |                              | 1:1                          | towarzyski                   |
| 11.                          | 29.05.1963                   | Bratysława                   | Czechosłowacja               | Gol                          | 4:2                          | towarzyski                   |
| 12.                          | 02.06.1963                   | Lipsk                        | NRD                          |                              | 2:1                          | towarzyski                   |
| 13.                          | 12.10.1963                   | Cardiff                      | Walia                        | Gol · Gol                    | 4:0                          | British Home Championship    |
| 14.                          | 23.10.1963                   | Londyn                       | Reszta Świata                |                              | 2:1                          | Mecz 100-lecia FA            |
| 15.                          | 20.11.1963                   | Londyn                       | Irlandia Północna            | Gol                          | 8:3                          | British Home Championship    |